# Amazonepeira herrera
Amazonepeira herrera là một loài nhện trong họ Araneidae.
Loài này thuộc chi Amazonepeira. Amazonepeira herrera được Herbert Walter Levi miêu tả năm 1989.